# The Passage (Fernsehserie)
The Passage ist eine US-amerikanische Fernsehserie, die auf der gleichnamigen Roman-Trilogie von Justin Cronin, beginnend mit Der Übergang basiert. Die Erstausstrahlung erfolgte am 14. Januar 2019 beim US-Sender Fox. Am 10. Mai 2019 gab der Sender Fox bekannt, dass die Produktion der Serie nach der ersten Staffel nicht fortgesetzt wird.

## Inhalt
Die Geschichte folgt einem Projekt namens „Noah“ in einer geheimen medizinischen Basis, in der Wissenschaftler mit einem gefährlichen Virus experimentieren, um ein Heilmittel zu schaffen, das verschiedene Arten von Krankheiten heilen kann. Es treten jedoch schwerwiegende Konsequenzen auf, die die Menschheit zerstören könnten.

### Staffel 1
| Nr. (ges.) | Nr. (St.) | Deutscher Titel                     | Originaltitel                              | Erstausstrahlung USA | Deutschsprachige Erstausstrahlung (D) |
| ---------- | --------- | ----------------------------------- | ------------------------------------------ | -------------------- | ------------------------------------- |
| 1          | 1         | Projekt NOAH                        | Pilot                                      | 14. Jan. 2019        | 8. Jan. 2020                          |
| 2          | 2         | Du schuldest mir ein Einhorn        | You Owe Me a Unicorn                       | 21. Jan. 2019        | 8. Jan. 2020                          |
| 3          | 3         | Das wichtigste Mädchen der Welt     | That Should Never Have Happened to You     | 28. Jan. 2019        | 8. Jan. 2020                          |
| 4          | 4         | Der Mann auf dem Dach               | Whose Blood is That?                       | 4. Feb. 2019         | 15. Jan. 2020                         |
| 5          | 5         | Der Schrei                          | How You Gonna Outrun The End Of The World? | 11. Feb. 2019        | 15. Jan. 2020                         |
| 6          | 6         | Das Heilmittel gegen die Menschheit | I Want To Know What You Taste Like         | 18. Feb. 2019        | 15. Jan. 2020                         |
| 7          | 7         | Am Scheideweg                       | You Are Like The Sun                       | 25. Feb. 2019        | 22. Jan. 2020                         |
| 8          | 8         | Der Tunnel                          | You Are Not That Girl Anymore              | 4. März 2019         | 22. Jan. 2020                         |
| 9          | 9         | Das Elizabeth-Protokoll             | Stay in the Light                          | 11. März 2019        | 22. Jan. 2020                         |
| 10         | 10        | Die letzte Lektion                  | Last Lesson                                | 11. März 2019        | 22. Jan. 2020                         |